# Eotetranychus tremae
Eotetranychus tremae är en spindeldjursart som beskrevs av De Leon 1957. Eotetranychus tremae ingår i släktet Eotetranychus och familjen Tetranychidae. Inga underarter finns listade i Catalogue of Life.